# Komet NEAT 8
Komet NEAT 8 ali 166P/NEAT je periodični komet z obhodno dobo okoli 51,7 let. Spada med kentavre

 Komet pripada Hironovemu tipu kometov .

## Odkritje
Komet so odkrili 15. oktobra 2001 v okviru programa Near Earth Asteroid Tracking (NEAT). Najprej je bil označen z začasno oznako P/2001 T4 (NEAT). Je tudi eden izmed treh znanih teles, ki so kentavri in kažejo komo. Razen njega sta to še 60558 Eheklej in 2060 Hiron. Je tudi eden izmed najbolj rdečih kentavrov.